# Manolo Kabezabolo
Manolo Kabezabolo, de son vrai nom Manuel Méndez Lozano, né à Carenas, Saragosse, en 1966, est un chanteur de punk rock espagnol.

## Biographie
Manuel fait ses débuts dans un bar dirigé par des amis, situé dans la ville de Carenas. Pendant ses premières années d'artiste, il ne possédait pas sa propre guitare ; après avoir joué plusieurs concerts dans différents bars de Saragosse et gagné un peu d'argent, il en achète une. Jusqu'à la sortie de son premier album, ¡Ya hera ora! (1995), il joue seulement accompagné de sa guitare.
Au cours des années 1990, il publie plusieurs albums, et joue des concerts dans de nombreuses provinces espagnoles, mettant en évidence la performance en juillet 1996 au Doctor Music Festival. Cette même année, il décide d'arrêter de jouer en solo et forme le groupe Manolo Kabezabolo y los que se van del bolo.
Jusqu'à l'an 2000, Manolo se retrouve dans un centre psychiatrique de Madrid, après avoir été diagnostiqué de schizophrénie, symptômes qui sont apparus à la mi-décembre 1993. Au début, il n'est en aucun cas autorisé à quitter le centre, ce qui le laissera dans une dépression tellement profonde qu'il se retrouvera incapable de jouer sur scène. Plus tard, sous l'accord d'un psychiatre agréé, il est autorisé à sortir les week-ends, durant lesquels il met en place son prochain concert. Dans l'un de ses morceaux, il rend hommage au Dr. Bouza, jeune psychiatre qui lui a redonné la liberté et permis de faire ce qu'il préférait,.
En 2005, il fait une tournée en République Dominicaine, première représentation d'un groupe de punk rock espagnol à Saint-Domingue. Il y fait jouer des membres de La Reforma et La Armada Roja. En 2007, il chante plusieurs chansons a cappella pendant le Baitu Rock. La même année, il décide de suspendre ses derniers concerts de et de revenir sur scène le 19 janvier 2008 à Durango, à l'occasion de l'enregistrement d'un CD/DVD de Piperrak, partageant la scène avec Segismundo Toxicómano et Lendakaris Muertos.
En 2010, il se joint à la tournée de Los Demonios del Paraná.

## Discographie

### Albums studio
- 1995 : ¡Ya hera ora! (GORDiscos)
- 1964 : La nueva mayoría (Harmony Records)
- 1969 : Resina, agua y ajo (Boa Music)
- 2001 : 2001: La odisea va despazio (Boa Music)
- 2006 : Aversiones
- 2008 : Kagate Kid
- 2014 : Si todavía te kedan dientes, es ke no estuviste ahí

### Démos
- 1989 : P'a los kolegas
- 1992 : D'empalmada y a pufo

## Filmographie
- Shacky Carmine (1999) : caméo dans le rôle du chanteur Steak Thomas
- The Last Tres Tour (2008) ; documentaire